# Jarava
Jarava Ruiz & Pav., 1798 è un genere di piante appartenente alla famiglia delle Poaceae (o Gramineae, nom. cons.), diffuso nel Nuovo Mondo.

## Tassonomia
Il genere comprende le seguenti specie:
- Jarava castellanosii (F.A.Roig) Peñail.
- Jarava filifolia (Nees) Ciald.
- Jarava hypsophila (Speg.) Peñail.
- Jarava hystricina (Speg.) Peñail.
- Jarava ichu Ruiz & Pav.
- Jarava leptostachya (Griseb.) F.Rojas
- Jarava plumosa (Spreng.) S.W.L.Jacobs & J.Everett
- Jarava pseudoichu (Caro) F.Rojas
- Jarava scabrifolia (Torres) Peñail.